# Potenza continuativa

## Definizione
Potenza elettrica massima che può transitare in un motore elettrico debitamente raffreddato, per un tempo indefinito, affinché la temperatura si attesti a un valore stabile e ammissibile per il mantenimento delle proprietà fisiche dei materiali.
Per effetto Joule infatti i motori elettrici disperdono quantità di calore direttamente proporzionale alla potenza elettrica che vi transita, tale quantità di calore deve poter essere smaltita pena l'incremento indefinito della temperatura del motore e il conseguente danneggiamento.
Nella trazione terrestre, soprattutto in campo ferroviario, si definisce anche una potenza oraria quale potenza elettrica massima che transitando costantemente in un motore produce un calore tale da innalzarne la temperatura fino a raggiungere valori critici non prima del tempo di un'ora. Come è facile intuire, per lo stesso motore elettrico, la potenza continuativa risulta minore della potenza oraria, che rappresenta in pratica la massima potenza imprimibile al motore (quando la sua temperatura non è critica) nelle transitorie fasi di accelerazione del veicolo.
Analogamente alla potenza oraria si possono definire potenze massime su base semi-oraria, o su base di periodi ancora più brevi.

## Ambito ferroviario
In ambito ferroviario, la P.C. è uno dei parametri che consentono di definire il tipo di convoglio e le tratte che ogni singola locomotiva può affrontare.
A titolo di esempio si riporta la seguente tabella:
E.626.001-003
- Massa in servizio: 92 t
- Potenza massima continuativa: 1350 kW
- Potenza oraria: 1650 kW
- Velocità massima: 55 km/h

E.646.001-005
- Massa in servizio:  	110 t
- Potenza massima continuativa: 3780 kW
- Potenza oraria: 4320 kW
- Velocità massima: 140 km/h

E.656.001-104/159-307/401-550
- Massa in servizio: 120 t
- Potenza massima continuativa: 4200 kW
- Potenza oraria: 4800 kW
- Velocità massima: 150/160 km/h